# 미트릭스
미트릭스(The Meatrix)는 어도비 플래시용으로 제작된 초단편 환경 애니메이션 영화이다. 현대 축산업의 급격한 공장형 축산화를 우려하고 비판하는 내용을 주로 다루며, 영화명에서도 알 수 있듯이 매트릭스 시리즈를 패러디한 작품이기도 하다. 2003년에 환경영화 제작 프로덕션인 프리 레인지 스튜디오스(Free Range Studios)에서 GRACE(GrassRoots Action Center for the Environment) 프로젝트의 일환으로 제1탄을 제작하였고, 2006년에 제2탄(The Meatrix II: Revolting)과 제2.5탄(The Meatrix II 1/2)들을 공개하였다.

## 같이 보기
- 공장형 축산
- 패스트 푸드 네이션
- 동물복지(동물보호)
- 동물권
- 동물법